# Wormhill
Wormhill – wieś w Anglii, w hrabstwie Derbyshire, w dystrykcie High Peak. Leży 46 km na północny zachód od miasta Derby i 227 km na północny zachód od Londynu.